# Château-Guibert
Château-Guibert è un comune francese di 1 480 abitanti situato nel dipartimento della Vandea nella regione dei Paesi della Loira.

## Società

### Evoluzione demografica
Abitanti censiti